# Lijst van voetbalinterlands Azerbeidzjan - Tsjechië
Deze lijst van voetbalinterlands is een overzicht van alle officiële voetbalwedstrijden tussen de nationale teams van Azerbeidzjan en Tsjechië. De landen speelden tot op heden drie keer tegen elkaar. De eerste ontmoeting, een vriendschappelijke wedstrijd, werd gespeeld in Al Ain (Verenigde Arabische Emiraten) op 18 november 2009. Het laatste duel, een kwalificatiewedstrijd voor het Wereldkampioenschap voetbal 2018, vond plaats op 5 oktober 2017 in Bakoe.

## Wedstrijden
| № | Plaats  | Datum            | Competitie           | Wedstrijd               | Uitslag |
| - | ------- | ---------------- | -------------------- | ----------------------- | ------- |
| 1 | Al Ain  | 18 november 2009 | Vriendschappelijk    | Azerbeidzjan – Tsjechië | 2 – 0   |
| 2 | Ostrava | 11 oktober 2016  | WK 2018 kwalificatie | Tsjechië – Azerbeidzjan | 0 – 0   |
| 3 | Bakoe   | 5 oktober 2017   | WK 2018 kwalificatie | Azerbeidzjan − Tsjechië | 1 − 2   |

## Samenvatting
| Competitie        | Totaal gespeeld | Winst Azerbeidzjan | Gelijk | Winst Tsjechië | Doelsaldo Azerbeidzjan – Tsjechië |
| ----------------- | --------------- | ------------------ | ------ | -------------- | --------------------------------- |
| WK-kwalificatie   | 2               | 0                  | 1      | 1              | 1 − 2                             |
| Vriendschappelijk | 1               | 1                  | 0      | 0              | 2 − 0                             |
| Totaal            | 3               | 1                  | 1      | 1              | 3 − 2                             |

Wedstrijden bepaald door strafschoppen worden, in lijn met de FIFA, als een gelijkspel gerekend.

## Details

### Eerste ontmoeting
| Vriendschappelijk (Al Ain, Verenigde Arabische Emiraten, 18 november 2009): |       |          |
| Azerbeidzjan                                                                | 2 – 0 | Tsjechië |
| Vaqif Cavadov 25' Ruslan Abışov 89'                                         | goals |          |
| - Debuut van Mario Holek (Dnipro Dnipropetrovsk) voor Tsjechië.             |       |          |